# Copelatus parallelus
Copelatus parallelus är en skalbaggsart som beskrevs av Zimmermann 1920. Copelatus parallelus ingår i släktet Copelatus och familjen dykare. Inga underarter finns listade i Catalogue of Life.